# لیزا ان والتر
 لیزا ان والتر (انگلیسی: Lisa Ann Walter؛ زادهٔ ۳ اوت ۱۹۶۳) یک بازیگر سینما، و هنرپیشه اهل ایالات متحده آمریکا است. وی از سال ۱۹۹۵ میلادی تاکنون مشغول فعالیت بوده‌است.
از فیلم‌ها یا برنامه‌های تلویزیونی که وی در آن نقش داشته است می‌توان به مایل هستید برقصیم؟، جنگ دنیاها، بروس قدرتمند، قاتلین اشاره کرد.